# Pedro Brand
Pedro Brand ist eine Gemeinde in der Dominikanischen Republik. Sie ist eine von sieben Gemeinden der Provinz Santo Domingo und hat 35.087 Einwohner (Zensus 2010) in der städtischen Siedlung. In der gesamten Gemeinde Pedro Brand leben 74.016 Einwohner.

## Gliederung
Pedro Brand gliedert sich in drei Bezirke:
- Pedro Brand
- La Cuaba
- La Guáyiga